# Leukozytose
Leukozytose (von altgriechisch λευκός leukós, deutsch ‚weiß‘, altgriechisch κύτος kýtos, deutsch ‚Höhlung, Gefäß, Hülle‘ und dem Suffix -ose vom altgriechisch -σις -sis für einen Vorgang) bezeichnet eine Vermehrung an Leukozyten (weiße Blutkörperchen) im Blut. Der Mensch verfügt normalerweise über ca. 4.400 bis 11.300 Leukozyten pro Mikroliter Blut. Wird dieser Wert überschritten, spricht man von einer Leukozytose, bei Leukozytenzahlen über 100.000/µl auch von einer Hyperleukozytose. Eine Verminderung der Leukozytenzahl nennt man Leukopenie.
Anhand des Differentialblutbildes lässt sich klären, welche Zellart die Vermehrung der Leukozyten verursacht. Häufig handelt es sich um eine Vermehrung der neutrophilen Granulozyten (Neutrophilie) oder der Lymphozyten (Lymphozytose), aber auch die übrigen weißen Blutkörperchen können von einer solchen Zellzahlerhöhung betroffen sein (Basophilie, Eosinophilie, Monozytose).

## Ursachen
Die Leukozytose kommt bei den meisten infektiösen Prozessen, die mit einer akuten Entzündung einhergehen, zum Beispiel Appendizitis („Blinddarmentzündung“) und Cholezystitis (Gallenblasenentzündung), vor. Auch kann es ein Hinweis auf eine beginnende Leukämie sein. 
Auch erzeugt die Gabe von Glucocorticoiden (z. B. Cortisol) eine Leukozytose mit Lymphopenie.
Selbst das (inhalative) Rauchen führt häufig zu einer milden Leukozytose (bis etwa 13.000 Leukozyten pro µl Blut).